# Kállay András
Nagykállói Kállay András (Napkor, 1839. április 1. – Nyíregyháza, 1919. október 18.), Szabolcs vármegye főispánja, író, földbirtokos, Kállay Miklós apja.

## Élete
Édesapja, nagykállói Kállay György, édesanyja, alsólelóczi és jezerniczei Tarnóczy Mária. Tanulmányait Bécsben végezte, s már 22 évesen megyebizottsági tag lett, majd 1866-ban Lónyay Menyhért távozása után a Felsőszabolcsi Tiszai Társulat elnökének választották. 1889-ben Szabolcs vármegye főispánjának nevezték ki, e tisztét 8 évig töltötte be. Íróként is dolgozott. 78 évesen, 1917 decemberében egy időközi választáson lett először és egyetlen alkalommal képviselő a nyírbogdányi kerületből. Az őszirózsás forradalom után nem vállalt politikai szerepet.
Irodalmilag értékesebb írásaiban, pl. a Régi dolgok, újabb idők-ben sajátságos módon vegyíti az útirajz, helytörténet és memoár műfaját.
Egyik fia, Kállay Miklós 1942-1944-ben Magyarország miniszterelnöke volt.

## Jelentősebb művei
- A dohánytermelés és kezelésről (Budapest, Franklin Ny., 1893)
- Szabolcsmegyei szocziálizmus (Nyíregyháza, Jóba E.,1898)
- A nagy chauvin (Nyíregyháza, Piringer Ny., 1904)
- A válság (Budapest, Franklin Ny., 1905)
- Régi dolgok, újabb idők (Nyíregyháza, Jóba Ny., 1907)
- Az örökség: gondolatok a politikai helyzetről (Budapest, Franklin Ny., 1908)
- Utazás Nyíregyháza körül, hol szekéren, hol gyalog (Nyíregyháza, Jóba Ny., 1908)
- A földmívelési kamarákról (Nyíregyháza, Jóba Ny., 1910)
- Politikai beszédeim és újságcikkeim (1912)
- Vegyes költemények (Nyíregyháza, 1912)
- Köz- és Mezőgazdasági viszonyaink (1912)
- A vármegye intézménye (Nyíregyháza, Borbély Ny., 1918)

## Családja
Nejétől, eördöghfalvi Csuha Vilmától (1849-1922) nyolc gyermeke született:
- György (1867-1923); felesége: cserneki és tarkeői Dessewffy Jolán (1873-?)
- Mária (1868-1940); férje: nagykállói Kállay Emánuel (1862-?)
- Sarolta (1869-1952); férje: radványi és sajókazai Radvánszky György (1863-1937)
- Emil (1871-1934); felesége: gencsi és érmihályfalvai Gencsy Ella (?-1869)
- Zsuzsanna (1872-?)
- András (1875-1941); felesége: gencsi és érmihályfalvai Gencsy Márta (1883-1965)
- Tamás (1876-1963) országgyűlési képviselő; első felesége: Farkas Anna (1892-?); második neje: nagykállói Kállay Ágota (1903-1978)
- Miklós (1887-1967) miniszterelnök; első neje: nagykállói Kállay Helén (1894-1945); második felesége: csokalyi Fényes Márta (1887-1961)